# Robert LeSage
Pour les articles homonymes, voir Lesage et Le Sage.
Robert LeSage, dont le nom est aussi orthographié Robert Lesage, né le 15 février 1937 à Hull, est un fonctionnaire et homme politique québécois. Il est député de Hull à l'Assemblée nationale du Québec sous la bannière du Parti libéral du Québec des élections partielles du 29 mai 1989 aux élections générales de 1998, dans le contexte desquelles il ne se représente pas.

## Biographie

### Jeunesse
Robert LeSage naît à Hull d'Aurèle LeSage et d'Irène Boisvenue le 15 février 1937. Il effectue ses études secondaires à l'Académie de La Salle à Ottawa. Par la suite, il poursuit ses études en législation et en administration à l'École des hautes études commerciales de Montréal, puis à l'Université Carleton d'Ottawa.
Il devient fonctionnaire municipal de Hull en 1961 et y sert comme greffier pendant dix-neuf ans,. De 1979 à 1981, il est président de l'Association du Parti libéral dans la circonscription de Hull.

### Carrière politique
Après la démission de Gilles Rocheleau dans la circonscription de Hull, Robert LeSage décide de se présenter pour la prochaine élection partielle à Hull. Il réussit à avoir l'appui des libéraux, en remportant la candidature à 456 voix contre 167 pour son rival Pierre-Louis Lapointe,. Durant sa campagne, il appuie l'extension d'une autoroute à quatre voies de Hull à Aylmer en passant par le parc de la Gatineau, et repousse les réticences d'environnementalistes. Il est facilement élu durant l'élection partielle, en battant le péquiste Paul Lemaire, et est reconduit à son siège durant les élections générales de septembre 1989. Le Parti libéral devient majoritaire en 1989, et LeSage devient un fervent défenseur des politiques de Robert Bourassa. Il appuie notamment son compromis des deux langues, qui voudrait que l'affichage extérieur des commerces soit en français seulement et qu'à l'intérieur, il puisse être bilingue. Il est aussi un défenseur de l'accord du Lac Meech, qui verrait le Québec être reconnu comme une « société distincte », mais l'accord finit par échouer. 
Après le rejet de l'accord en juin 1990, la reine Élisabeth II fait une visite à Hull, visite critiquée par LeSage, qui dit « Peut-être que la reine est venue célébrer la grande unité canadienne, mais elle n'existe pas ». 
En 1991, en tant que fédéraliste canadien, LeSage est devenu membre d'un comité législatif pour l'étude des coûts du souverainisme québécois. Il appuie le rapport Allaire, en disant qu'il pourra assurer les emplois en Outaouais au fédéral s'il y a un changement constitutionnel à venir. En 1993, il déclare que si jamais le Québec venait à devenir indépendant, alors l'Outaouais se séparera du Québec. Il appuie ses propos en disant notamment que c'est criminel de promouvoir le souverainisme en Outaouais, puisque la région dépend grandement du gouvernement fédéral. Il appuie aussi la construction du casino de Hull, qui finit par être construit en 1996, deux ans après son approbation par le gouvernement libéral,. Il appuie la construction du casino près de la carrière du lac Leamy, ce qui engendre un différend avec le député libéral voisin de Pontiac, Robert Middlemiss, qui propose quant à lui l'hippodrome Connaught et l'hôtel Château-Cartier, à Aylmer. Le casino est finalement construit au lac Leamy, après que le propriétaire de la carrière Pierre Bourque ait vendu la carrière.
Aux élections de 1994, le fonctionnaire est réélu en battant l'ancien maire de Hull Michel Légère, mais son parti perd sa majorité. Il devient alors critique du revenu pour l'opposition officielle. Au référendum sur l'indépendance de 1995, il siège avec le camp du NON. En 1998, alors que Jean Charest est encore en politique fédérale, mais envisage de devenir chef du Parti libéral, LeSage offre de donner son siège à Charest et de démissionner, mais Charest refuse son offre, préférant être candidat dans Sherbrooke pour les élections de 1998.
LeSage ne se présente pas aux élections de 1998 et quitte la politique. Cela est dû à quelques entretiens avec Jean Charest, qui voulait de nouveaux députés dans la région. Ainsi, Claire Vaive, de la circonscription voisine de Chapleau quitte elle aussi son poste.

### Après la vie politique
Robert LeSage est membre de la Corporation des officiers municipaux et de la Municipal Finance Officers Association of Canada and the United States.

## Résultats électoraux
|                                                                                               | Nom                     | Parti                | Nombre de voix | %      | Maj.  |
| --------------------------------------------------------------------------------------------- | ----------------------- | -------------------- | -------------- | ------ | ----- |
|                                                                                               | Robert Lesage (sortant) | Libéral              | 19 184         | 56,6 % | 5 237 |
|                                                                                               | Michel Légère           | Parti québécois      | 13 947         | 41,1 % | -     |
|                                                                                               | Denis Patenaude         | Parti citron         | 452            | 1,3 %  | -     |
|                                                                                               | Michel Dubois           | Loi naturelle        | 231            | 0,7 %  | -     |
|                                                                                               | Harold Quesnel          | République du Canada | 56             | 0,2 %  | -     |
|                                                                                               | Françoise Roy           | Marxiste-léniniste   | 46             | 0,1 %  | -     |
| Total                                                                                         | Total                   | Total                | 33 916         | 100 %  |       |
| Le taux de participation lors de l'élection était de 78,3 % et 291 bulletins ont été rejetés. |                         |                      |                |        |       |

|                                                                                               | Nom                     | Parti              | Nombre de voix | %      | Maj.  |
| --------------------------------------------------------------------------------------------- | ----------------------- | ------------------ | -------------- | ------ | ----- |
|                                                                                               | Robert Lesage (sortant) | Libéral            | 13 980         | 55,3 % | 4 546 |
|                                                                                               | Marcel Villeneuve       | Parti québécois    | 9 434          | 37,3 % | -     |
|                                                                                               | Glen E. P. Kealey       | Parti Unité        | 751            | 3 %    | -     |
|                                                                                               | Charles Rheault         | NPD Québec         | 673            | 2,7 %  | -     |
|                                                                                               | Denis Patenaude         | Parti citron       | 391            | 1,5 %  | -     |
|                                                                                               | Pierre Soublière        | Marxiste-léniniste | 72             | 0,3 %  | -     |
| Total                                                                                         | Total                   | Total              | 25 301         | 100 %  |       |
| Le taux de participation lors de l'élection était de 62,2 % et 279 bulletins ont été rejetés. |                         |                    |                |        |       |

|                                                                                               | Nom           | Parti           | Nombre de voix | %      | Maj.  |
| --------------------------------------------------------------------------------------------- | ------------- | --------------- | -------------- | ------ | ----- |
|                                                                                               | Robert Lesage | Libéral         | 9 223          | 67,2 % | 4 713 |
|                                                                                               | Paul Lemaire  | Parti québécois | 4 510          | 32,8 % | -     |
| Total                                                                                         | Total         | Total           | 13 733         | 100 %  |       |
| Le taux de participation lors de l'élection était de 35,5 % et 291 bulletins ont été rejetés. |               |                 |                |        |       |